# Solanum echinatum
Solanum echinatum är en potatisväxtart som beskrevs av Robert Brown. Solanum echinatum ingår i släktet skattor som ingår i familjen potatisväxter. Inga underarter finns listade i Catalogue of Life.